# Badminton-Mannschaftsasienmeisterschaft 2020
Bei der Badminton-Mannschaftsasienmeisterschaft 2020 wurden die asiatischen Mannschaftstitelträger bei den Damen- und Herrenteams ermittelt. Die Titelkämpfe fanden vom 16. bis zum 21. Februar 2020 in Manila statt. Die Meisterschaft war gleichzeitig Qualifikationsturnier für den Thomas Cup 2020 und den Uber Cup 2020.

## Medaillengewinner
| Disziplin  | Gold | Silber | Bronze |
| ---------- | --- | --- | --- |
| Herrenteam | Indonesien Mohammad Ahsan Fajar Alfian Muhammad Rian Ardianto Jonatan Christie Markus Fernaldi Gideon Anthony Ginting Firman Abdul Kholik Shesar Hiren Rhustavito Hendra Setiawan Kevin Sanjaya Sukamuljo           | Malaysia Cheam June Wei Aaron Chia Goh Sze Fei Nur Izzuddin Lee Zii Jia Leong Jun Hao Ng Tze Yong Ong Yew Sin Soh Wooi Yik Teo Ee Yi  | Indien M. R. Arjun Subhankar Dey Dhruv Kapila Srikanth Kidambi H. S. Prannoy Satwiksairaj Rankireddy Sai Praneeth Bhamidipati Lakshya Sen Chirag Shetty            |
| Herrenteam | Japan Hiroyuki Endo Takuro Hoki Yugo Kobayashi Akira Koga Kodai Naraoka Kenta Nishimoto Taichi Saito Kanta Tsuneyama Koki Watanabe Yuta Watanabe                                                                    | | |
| Damenteam  | Japan Yuki Fukushima Akane Yamaguchi Sayaka Takahashi Mayu Matsumoto Aya Ohori Sayaka Hirota Wakana Nagahara Nami Matsuyama Chiharu Shida Riko Gunji                                                                | Südkorea An Se-young Lee So-hee Shin Seung-chan Sung Ji-hyun Kim So-young Kong Hee-yong Kim Ga-eun Sim Yu-jin Chang Ye-na Kim Hye-rin | Malaysia Sonia Cheah Su Ya Chow Mei Kuan Eoon Qi Xuan Goh Jin Wei Vivian Hoo Kah Mun Kisona Selvaduray Lee Meng Yean Pearly Tan Thinaah Muralitharan Yap Cheng Wen |
| Damenteam  | Thailand Busanan Ongbumrungpan Chasinee Korepap Chayanit Chaladchalam Jongkolphan Kititharakul Nitchaon Jindapol Phataimas Muenwong Phittayaporn Chaiwan Pornpawee Chochuwong Rawinda Prajongjai Supanida Katethong | | |

### Setzliste
- Herrenteam

1. Indonesien
2. Japan
3. Volksrepublik China
4. Chinesisch Taipeh
5. Indien
6. Malaysia
7. Südkorea
8. Thailand

- Damenteam

1. Japan
2. Volksrepublik China
3. Südkorea
4. Thailand
5. Indonesien
6. Chinesisch Taipeh
7. Indien
8. Malaysia

- Herrenteam

| Gruppe A            | Gruppe B                   | Gruppe C                               | Gruppe D       |
| ------------------- | -------------------------- | -------------------------------------- | -------------- |
| Indonesien Südkorea | Indien Malaysia Kasachstan | Chinesisch Taipeh Singapur Philippinen | Japan Thailand |

- Damenteam

| Gruppe W       | Gruppe X            | Gruppe Y                        | Gruppe Z                   |
| -------------- | ------------------- | ------------------------------- | -------------------------- |
| Japan Malaysia | Südkorea Kasachstan | Thailand Indonesien Philippinen | Chinesisch Taipeh Singapur |

## Herrenteam

### Endrunde
|  | Viertelfinale     | Viertelfinale     |  |  | Halbfinale        | Halbfinale        |   |  | Finale | Finale |
|  |                   |                   |  |  |                   |                   |   |  |        |        |
|  | 14. Februar 16:10 |                   |  |  |                   |                   |   |  |        |        |
|  | Indonesien        | 3                 |  |  | 15. Februar 16:00 | 15. Februar 16:00 |   |  |        |        |
|  | Philippinen       | 0                 |  |  | Indonesien        | 3                 |   |  |        |        |
|  | 14. Februar 16:10 | 14. Februar 16:10 |  |  | Indien            | 2                 |   |  |        |        |
|  | Thailand          | 2                 |  |  | 16. Februar 16:00 | 16. Februar 16:00 |   |  |        |        |
|  | Indien            | 3                 |  |  | Indonesien        | 3                 |   |  |        |        |
|  | 14. Februar 16:00 | 14. Februar 16:00 |  |  |                   | Malaysia          | 1 |  |        |        |
|  | Südkorea          | 0                 |  |  | 15. Februar 16:00 | 15. Februar 16:00 |   |  |        |        |
|  | Malaysia          | 3                 |  |  | Malaysia          | 3                 |   |  |        |        |
|  | 14. Februar 16:10 | 14. Februar 16:10 |  |  | Japan             | 0                 |   |  |        |        |
|  | Japan             | 3                 |  |  |                   |                   |   |  |        |        |
|  | Chinesisch Taipeh | 1                 |  |  |                   |                   |   |  |        |        |

## Damenteam

### Endrunde
|  | Viertelfinale     | Viertelfinale     |  |  | Halbfinale        | Halbfinale        |   |  | Finale | Finale |
|  |                   |                   |  |  |                   |                   |   |  |        |        |
|  | 14. Februar 10:00 |                   |  |  |                   |                   |   |  |        |        |
|  | Japan             | 3                 |  |  | 15. Februar 10:00 | 15. Februar 10:00 |   |  |        |        |
|  | Indonesien        | 0                 |  |  | Japan             | 3                 |   |  |        |        |
|  | 14. Februar 10:10 | 14. Februar 10:10 |  |  | Malaysia          | 0                 |   |  |        |        |
|  | Chinesisch Taipeh | 1                 |  |  | 16. Februar 10:00 | 16. Februar 10:00 |   |  |        |        |
|  | Malaysia          | 3                 |  |  | Japan             | 3                 |   |  |        |        |
|  | 14. Februar 10:10 | 14. Februar 10:10 |  |  |                   | Südkorea          | 0 |  |        |        |
|  | Kasachstan        | 0                 |  |  | 15. Februar 10:00 | 15. Februar 10:00 |   |  |        |        |
|  | Thailand          | 3                 |  |  | Thailand          | 1                 |   |  |        |        |
|  | 14. Februar 10:10 | 14. Februar 10:10 |  |  | Südkorea          | 3                 |   |  |        |        |
|  | Singapur          | 0                 |  |  |                   |                   |   |  |        |        |
|  | Südkorea          | 3                 |  |  |                   |                   |   |  |        |        |